# ブローカーズティップ
ブローカーズティップ（Brokers Tip、1930年 - 1953年）は、アメリカ合衆国のサラブレッドの競走馬、および種牡馬。1933年のケンタッキーダービー優勝馬だが、それ以外の勝鞍がひとつもないというめずらしい戦績を持つ。これは歴代のケンタッキーダービー馬の中で唯一のものである。

## 経歴
20世紀初頭アメリカのオーナーブリーダーであった、エドワード・ライリー・ブラッドリーの生産した競走馬の一頭である。デビューは2歳からだったが、2歳時は4戦して1勝も挙げられず、最高順位は2着が1回、ステークス競走ではシンシナティトロフィーで3着に入ったのが最高であった。
未勝利のままで出走した1933年のケンタッキーダービーにおいて、ブローカーズティップは後方から徐々に順位を上げてゆく競馬をし、最後の直線に向いた時点で先頭のヘッドプレイとアタマ差にまで持ち込んだ。この最後の直線において最初に「手を出した」のは、ブローカーズティップ鞍上のドン・ミードの側で、迫ってくるブローカーズティップを内ラチへと閉じ込めようとしてきたヘッドプレイ鞍上のハーブ・フィッシャーを、自身の手で押し返そうとした。一方のフィッシャーもミードの手に掴みかかり、両者とも鞭を振るうことも忘れて相手と掴み合いのままゴール線を越えた。
パトロールフィルムや写真判定などのなかった当時、これらの反則的行為はどれも咎められることはなかった。一方でどちらが優勝したかも判別し難く、最後には審判の審議によって決定され、結果ブローカーズティップは2着ヘッドプレイをハナ差凌いで同競走を制覇したこととなった。フィッシャーはこの結果に納得がいかず、亡くなるまで自分が本当の勝者であったと主張し続けていた。この決着は「ファイティング・フィニッシュ (Fighting Finish) 」とも呼ばれ、ウォーレス・ロウリーの撮影した決勝線手前の写真とともに、ケンタッキーダービー史上に残る競走となった。のちの2006年にアメリカ合衆国の大手競馬専門誌ブラッド・ホースにおいて、競馬史の決定的瞬間を集めた『Horse Racing's Top 100 Moments』という企画が発表され、この「ファイティング・フィニッシュ」はその44位に位置付けられた。
ケンタッキーダービーの次に出走したプリークネスステークスで故障したため3歳シーズンで引退し、その後は種牡馬入りしている。代表産駒に1938年生まれのマーケットワイズがおり、同馬はウッドメモリアルステークスやサバーバンハンデキャップなどで勝ちを挙げており、父とは違って53戦19勝の堅実な成績を残した。ほかのピーターパン系と同様に父系子孫はすでに残っていないが、1970年代までは続いていた。なお、引退後も6歳時に復帰しているが、5戦していずれも着外に終わっている。
ブローカーズティップは1953年に死亡した。後年、ブローカーズティップの遺骸が埋葬された場所が土地開発の対象とされたため、チャーチルダウンズ競馬場のケンタッキーダービー博物館内にその墓地が移設された。

## 総合成績
※当時はグレード制未導入。
1932年（2歳）　4戦0勝　600ドル
3着 - シンシナティトロフィー
1933年（3歳）　5戦1勝　49,000ドル
1着 - ケンタッキーダービー
1936年（6歳）　5戦0勝　0ドル

## 血統表
| ブローカーズティップの血統          | ブローカーズティップの血統           | ブローカーズティップの血統 | （血統表の出典）    | （血統表の出典） |
| 父系                                | ヒムヤー系                           | ヒムヤー系                 | ヒムヤー系          | [ § 2 ]          |
| 父 Black Toney 1911 青鹿毛 アメリカ | 父の父Peter Pan 1904 鹿毛 アメリカ   | Commando                   | Domino              | Domino           |
| 父 Black Toney 1911 青鹿毛 アメリカ | 父の父Peter Pan 1904 鹿毛 アメリカ   | Commando                   | Emma C.             |                  |
| 父 Black Toney 1911 青鹿毛 アメリカ | 父の父Peter Pan 1904 鹿毛 アメリカ   | Cinderella                 | Hermit              | Hermit           |
| 父 Black Toney 1911 青鹿毛 アメリカ | 父の父Peter Pan 1904 鹿毛 アメリカ   | Cinderella                 | Mazurka             |                  |
| 父 Black Toney 1911 青鹿毛 アメリカ | 父の母Belgravia 1903 鹿毛 アメリカ   | Ben Brush                  | Bramble             | Bramble          |
| 父 Black Toney 1911 青鹿毛 アメリカ | 父の母Belgravia 1903 鹿毛 アメリカ   | Ben Brush                  | Roseville           |                  |
| 父 Black Toney 1911 青鹿毛 アメリカ | 父の母Belgravia 1903 鹿毛 アメリカ   | Bonnie Gal                 | Galopin             | Galopin          |
| 父 Black Toney 1911 青鹿毛 アメリカ | 父の母Belgravia 1903 鹿毛 アメリカ   | Bonnie Gal                 | Bonnie Doon         |                  |
| 母 Forteresse 1926 鹿毛 フランス    | 母の父Sardanapale 1911 鹿毛 フランス | Prestige                   | Le Pompon           | Le Pompon        |
| 母 Forteresse 1926 鹿毛 フランス    | 母の父Sardanapale 1911 鹿毛 フランス | Prestige                   | Orgueilleuse        |                  |
| 母 Forteresse 1926 鹿毛 フランス    | 母の父Sardanapale 1911 鹿毛 フランス | Gemma                      | Florizel II         | Florizel II      |
| 母 Forteresse 1926 鹿毛 フランス    | 母の父Sardanapale 1911 鹿毛 フランス | Gemma                      | Agnostic            |                  |
| 母 Forteresse 1926 鹿毛 フランス    | 母の母Guerriere 1914 鹿毛 フランス   | Ossian                     | Le Sagittaire       | Le Sagittaire    |
| 母 Forteresse 1926 鹿毛 フランス    | 母の母Guerriere 1914 鹿毛 フランス   | Ossian                     | Gretna Green        |                  |
| 母 Forteresse 1926 鹿毛 フランス    | 母の母Guerriere 1914 鹿毛 フランス   | Amazone                    | Ladas               | Ladas            |
| 母 Forteresse 1926 鹿毛 フランス    | 母の母Guerriere 1914 鹿毛 フランス   | Amazone                    | Cross Roads         |                  |
| 母系(F-No.)                         | (FN:12-c)                            | (FN:12-c)                  | (FN:12-c)           | [ § 3 ]          |
| 5代内の近親交配                     | 5代内アウトブリード                  | 5代内アウトブリード        | 5代内アウトブリード | [ § 4 ]          |
| 出典                                | 1. 2. 3. 4.                          | 1. 2. 3. 4.                | 1. 2. 3. 4.         | 1. 2. 3. 4.      |